# サムツェ県
座標: 北緯27度0分 東経89度5分 / 北緯27.000度 東経89.083度
サムツェ県（サムツェけん、ゾンカ語:བསམ་རྩེ་རྫོང་ཁག་/ワイリー方式:Bsam-rtse rdzong-khag）は、ブータン西部の県。県都はサムツェ。
2013年の人口は6万8579人。

## 歴史と文化
かつてのサムツェ県は、山岳ブータン人が低地の熱帯病を恐れた為に人口が少なかった。
20世紀前期、多くのネパール人が森林伐採の為に導入された。
国内最大の新聞のクエンセルによると、人口増加によってサムツェ県では住宅不足が起きている。
。
サムツェ県はあまり知られていない2500人程のロプ人の故郷でもある。
ブータン人はロプ人を「チベット人が移住する前から居る原住民」と認識している。
ロプ人はアニミズムを信仰し、交叉いとこで結婚し、独特な埋葬習慣を持つ。
サムツェ県は、1900年代初頭〜1960年代までこの地方を統治したグルング・カジ家の故郷でもある。

## 言語
サムツェ県ではローツァンパ人がネパール語を用いる。
東部には国語であるゾンカ語を話す住民が住んでいる。
サムツェ県にはネパール人やゾンカ語話者が訪れる以前から住んでいる原住民が存在する。
北東部では2000人程がレプチャ語を用いる。
チュカ県との境界では2500人程がロプ語を用いる。

## 経済と教育
サムツェ県では滑石やドロマイトが豊富に採れる。
カルダモンや蜜柑が主要な換金作物だが、殆どの農家は自給農業を行っている。
バラ村は国内最大のカルダモン生産量を誇る。
サムツェ教育大学はブータン王立大学の一部である。

## 地理
面積は約1500km2で、シンガポールの2倍弱である。
西にインドのシッキム州、南に西ベンガル州と接する。
国内ではハ県、チュカ県と接する。

## 行政区画
サムツェ県は15の村に分かれる
。
- ドゥングトエ村（英語版）
- ドフォーグチェン村（英語版）
- ドゥエンチュカ村（英語版）
- ナムガイチュホエリング村（英語版）
- ノルブガング村（英語版）
- ノルガイガング村（英語版）
- ペマリング村（英語版）
- フエンツォグペルリ村（英語版）
- サムツェ村（英語版）
- サングンガグチュホエリング村（英語版）
- タディング村（英語版）
- タシチョリング村（英語版）
- テンドゥ村（英語版）
- ウゲンツェ村（英語版）
- ヨエセルツェ村（英語版）

サムツェ県とチュカ県はブータンでは珍しく鳥獣保護区が無い。
1960年代にはブータン南部の多くが保護区になったが、後に解除された

。